# Trangie
Trangie – miasto w Australii, w stanie Nowa Południowa Walia.